# دار سك العملة في ويست بوينت
دار سك النقود في ويست بوينت (بالإنجليزية: West Point Mint) هي منشأة إنتاج وتخزين تابعة لدار سك العملة الأمريكية تم إنشاؤها في عام 1937 بالقرب من الأكاديمية العسكرية الأمريكية في ويست بوينت، نيويورك، الولايات المتحدة. اعتبارًا من عام 2019، تحتفظ دار السك بنسبة 22% من احتياطي الذهب في الولايات المتحدة، أو ما يقرب من 54,000,000 أوقية ترويسية (1,700,000 كـغ) (أكثر من 100 مليار دولار أمريكي اعتبارًا من عام 2021). تأتي دار سك العملة في ويست بوينت في المرتبة الثانية بعد احتياطيات الذهب المحفوظة في مخازن فورت نوكس.
في عام 1988، أصبحت رسميًا إحدى فروع دار سك العملة الأمريكية، وفي نفس العام أُدرج المبنى ضمن السجل الوطني للأماكن التاريخية.

## تاريخ

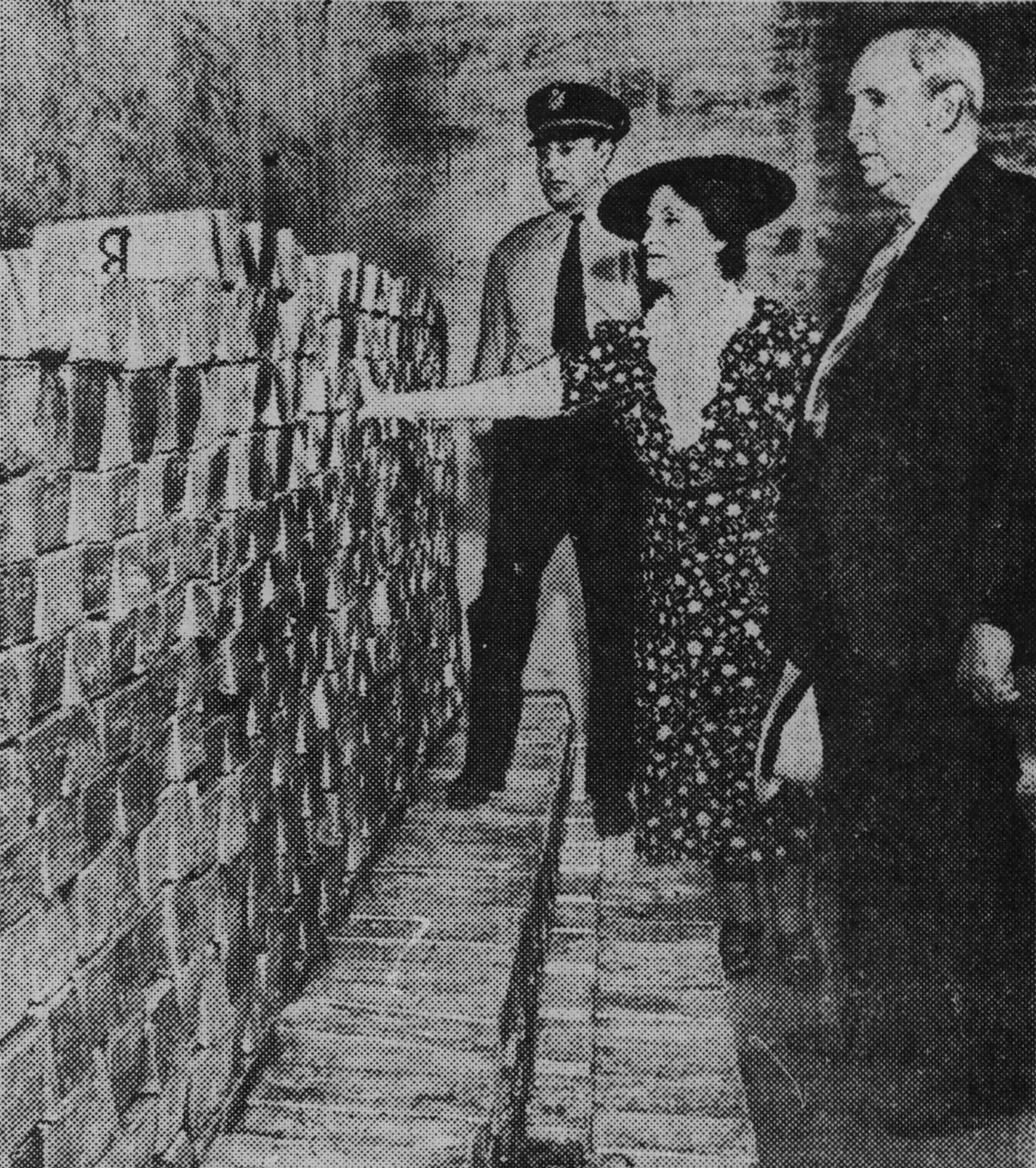
نيللي تايلو روس، أول امرأة تصبح مديرة لدار السك الأمريكية، تتفقد الفضة التي وصلت إلى ويست بوينت في عام 1938.

اعتبارًا من عام 1937، كانت بمثابة منشأة لتخزين سبائك الفضة، ولذلك أطلق عليها لقب "فورت نوكس الفضة". حتى بدون الوضع الرسمي تحت دار سك العملة الأمريكية، كانت دار سك النقود في ويست بوينت تنتج العملات الأمريكية. من عام 1974 وحتى عام 1986، أنتجت الدار سنتات لينكولن لا تحمل أي علامة دار سك، مما يجعلها غير قابلة للتمييز عن تلك المنتجة في دار سك العملة في فيلادلفيا. وشهدت الأعوام من 1977 إلى 1979 إنتاج أرباع واشنطن أيضًا. وقد تم تخزين ما قيمته حوالي 20 مليار دولار من الذهب في خزائنها في أوائل الثمانينيات (على الرغم من أن هذا كان أقل بكثير من تلك الموجودة في فورت نوكس).
شهدَ شهر سبتمبر 1983 أول ظهور لعلامة دار سك العملة "W" على عملة ذهبية بقيمة 10 دولارات احتفالاً بدورة الألعاب الأولمبية في لوس أنجلوس عام 1984. كانت هذه أول عملة ذهبية قانونية يتم سكّها في الولايات المتحدة منذ عام 1933. في عام 1986، أُنتجت عملات العُقاب الأمريكي الذهبي حصريًا في المنشأة، وكانت أيضًا بدون علامة دار سك العملة. إلى أن مُنح مستودع السبائك في ويست بوينت صفة دار سك النقود في 31 مارس 1988 (قانون عام. 100–274). ابتداءً من عام 1999، أنتجت عملات العُقاب الفضي الأمريكية أيضًا في الدار.
في عام 2002، تم الاحتفاء بالأكاديمية العسكرية الأمريكية في ويست بوينت بمناسبة مرور 200 عام على إنشائها، وصدر دولار فضي تذكاري وتم الكشف عنه في 16 مارس من ذلك العام، يظهر الدولار الفضي اللون العسكري للجنود على الوجه الأمامي وخوذة أثينا على الوجه الخلفي. أنتجت هذه العملة المعدنية فقط في دار سك العملة في ويست بوينت.

## عملات ويست بوينت الخاصة

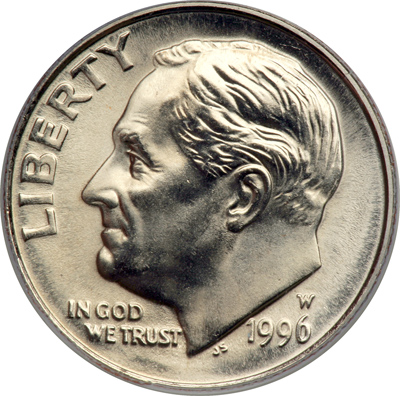
عملة معدنية تحمل علامة "W".

حدثت عملية سكّ عملة غير عادية من ويست بوينت في عام 1996، عندما تم إنتاج عملة تذكارية من فئة عشرة سنتات تحمل صورة روزفلت بمناسبة الذكرى الخمسين للتصميم. تم إصدارها كملحق مع المجموعات القياسية المباعة في ذلك العام، وتم إنتاج أكثر من 1.457 مليون قطعة. وهكذا، على الرغم من أن هذه العملة المعدنية ذات علامة "W" ليست نادرة، إلا أنها صنعت فقط لهواة جمع العملات. في عام 2015، صدرت عملة معدنية أخرى موسومة بعلامة "W" كجزء من مجموعة مكونة من ثلاث عملات معدنية لإحياء ذكرى مؤسسة مارش أوف دايمز ‏ مع إنتاج 75.000 مجموعة فقط.
في عام 2015، قامت دار سك العملة في ويست بوينت بسكّ دولارات ساكاجاويا لأول مرة. تم إصدارها كجزء من "مجموعة العملات والعملات الأمريكية الأصلية" الخاصة، وتم إنتاج 90 ألف قطعة فقط.
في 2 أبريل 2019، أعلنت دار سك العملة الأمريكية عن طرح 10 ملايين ربع دولار للتداول تحتوي على علامة الدار "W" في محاولة للترويج لهواية جمع العملات المعدنية. على الرغم من أن أرباع العملة المعدنية كانت تُنتج في ويست بوينت من قبل، إلا أنه لم يكن أي منها يحمل علامة "W". تشكل هذه الأرباع جزءًا من أرباع أمريكا الجميلة؛ حيث كان من المقرر أن تحتوي مليوني قطعة من كل ربع من الأرباع الخمسة للحدائق الوطنية التي تم إصدارها في عام 2019 على علامة دار السك. استمر هذا في عام 2020، حيث تضمنت عملات عام 2020 علامة خاصة "V 75" للاحتفال بالذكرى الخامسة والسبعين لنهاية الحرب العالمية الثانية.
في 10 يناير 2020، أعلنت دار سك العملة الأمريكية أن كل مجموعة من المجموعات الثلاث السنوية التي تم إصدارها في عام 2020 ستتضمن عملة من فئة النيكل تحمل علامة "W" من دار سك العملة، تمامًا كما حدث مع سنت لينكولن في العام السابق. في الأصل، كان من المفترض أن تحتوي مجموعة العملات المعدنية غير المتداولة على عملة نيكل غير متداولة من فئة 2020-W، ولكن تم إلغاء هذه الخطة بسبب نقص العملات المعدنية المستمر الناجم عن جائحة كورونا.

## الإنتاج الحالي

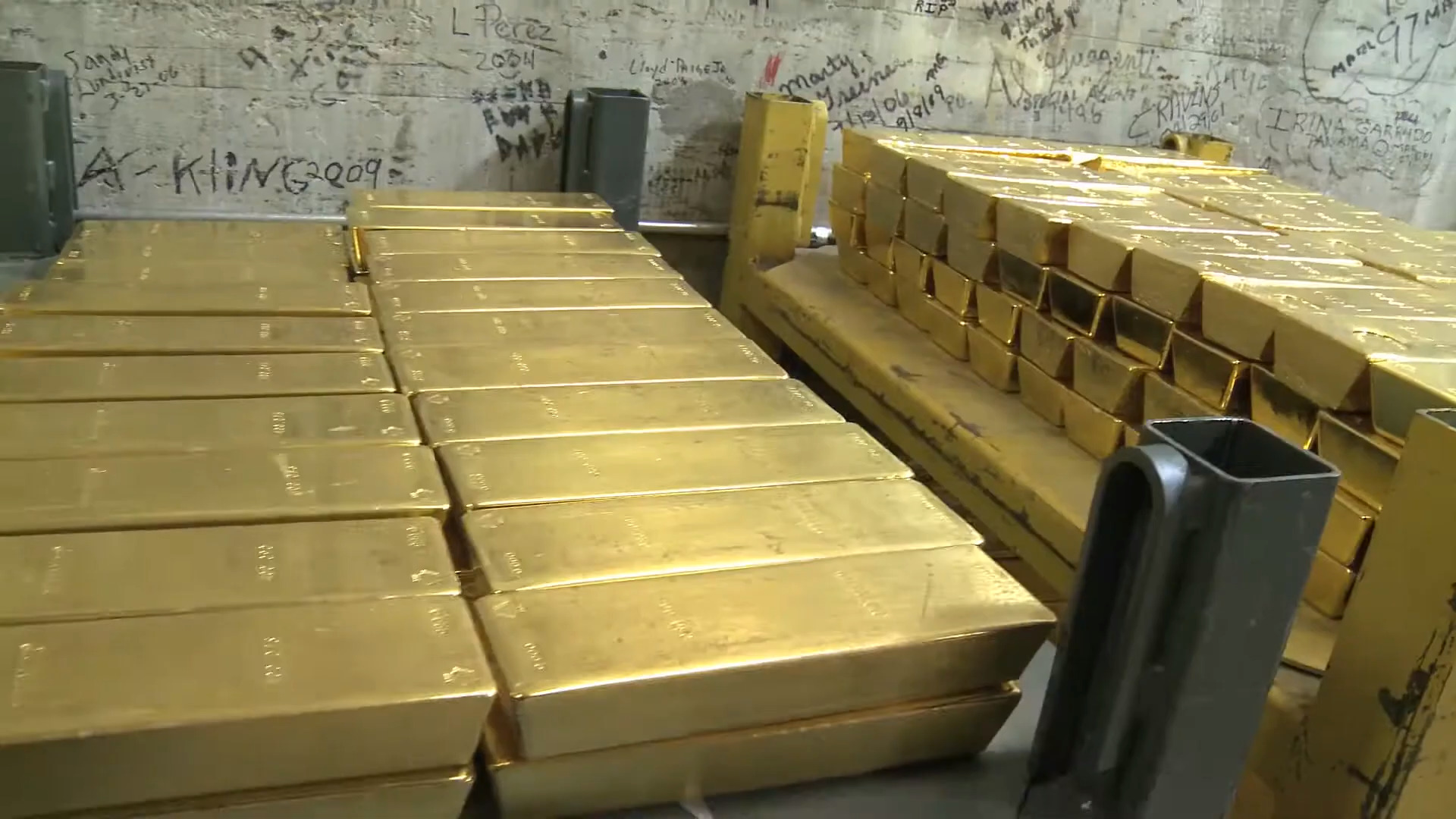
سبائك الذهب الموجودة في دار سك العملة في ويست بوينت، 2011.

حاليًا يتم إنتاج جميع العُقاب الأمريكي الذهبي المعدنية غير المتداولة والذهبية والفضية والبلاتينية في ويست بوينت، إلى جانب جميع العملات التذكارية الذهبية وبعض العملات التذكارية الفضية. يتم سكّ عملات العُقاب الذهبية والفضية غير المتداولة، بالإضافة إلى جميع العملات التذكارية من ويست بوينت، بعلامة دار السك "W".
منذ عام 2006، صنعت جميع عملات السبائك الذهبية الجاموس الأمريكي في ويست بوينت.
لا تزال دار سك العملة في ويست بوينت تعمل كمخزن لسبائك الذهب، ويتم الاحتفاظ بالفضة في الموقع بكميات كافية لتلبية متطلبات سك العملة.